# Isotoma kainui
Isotoma kainui är en urinsektsart som beskrevs av Christiansen och Bellinger 1992. Isotoma kainui ingår i släktet Isotoma och familjen Isotomidae. Inga underarter finns listade i Catalogue of Life.